# Flyadeal

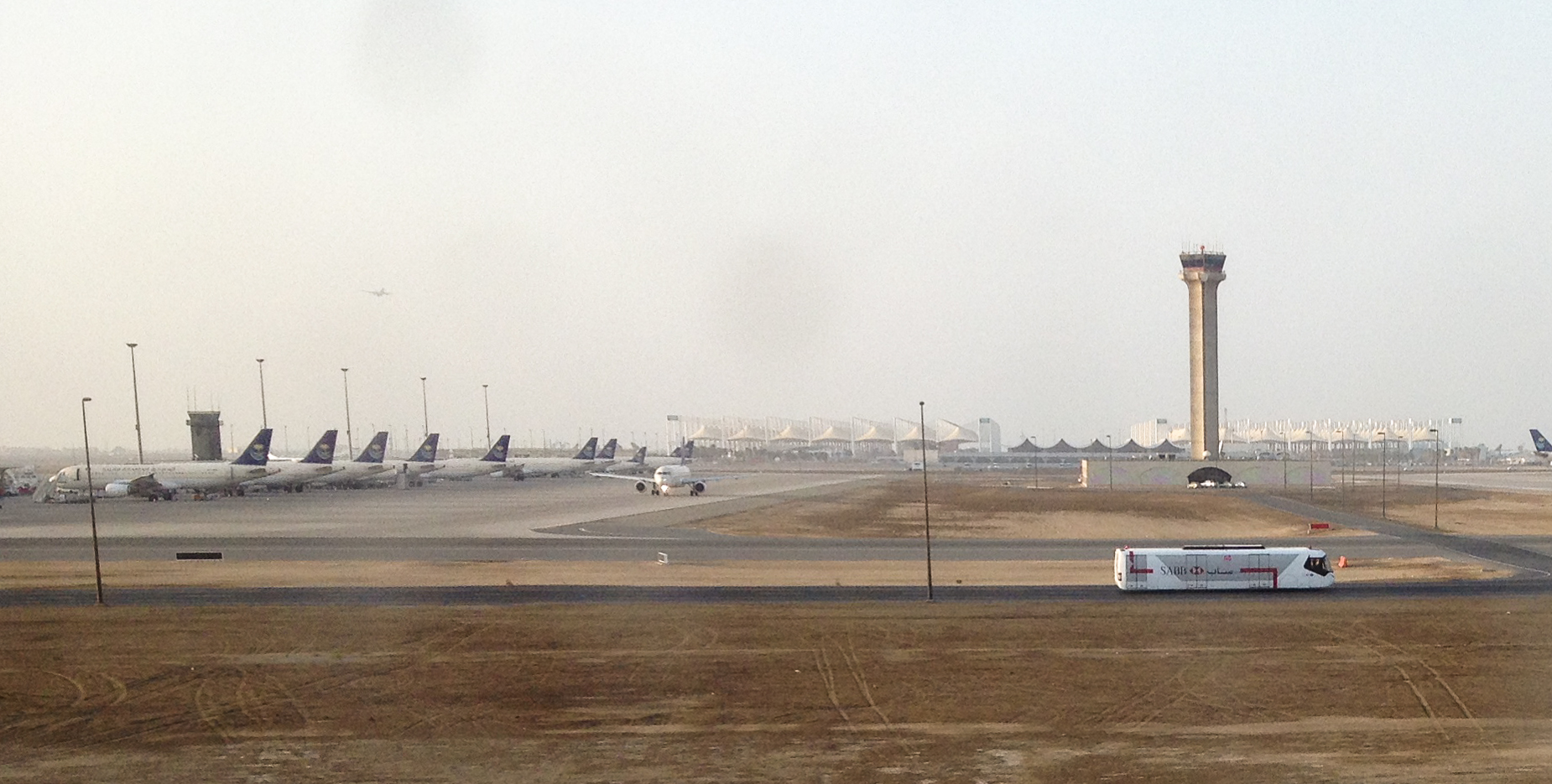
König-Abd-al-Aziz-Flughafen in Dschidda, Sitz der Fluglinie

flyadeal (arabisch طيران أديل, DMG Ṭayarān Adīl) ist eine saudi-arabische Billigfluglinie. Sie gehört der saudischen Fluggesellschaft Saudia. Die Fluggesellschaft nahm am 23. September 2017 den Betrieb auf. 

## Geschichte
Die Airline ist eine 100%ige Tochter von Saudia, der nationalen Airline von Saudi-Arabien. Die Gründung wurde am 17. April 2016 bekanntgegeben. Der Erstflug führte am 23. September 2017, dem 85. Gründungstag des Königreiches Saudi-Arabien, von Dschidda nach Riad.

## Flugziele
Die Airline bedient alle wichtigen Flughäfen des Landes, von Abha, Dammam, Dschāzān und Medina bis Riad und Tabuk sowie den Internationalen Prinz-Naif-ibn-Abd-al-Aziz-Flughafen in der Provinz al-Qasim.

## Flotte
Mit Stand April 2025 besteht die Flotte der flyadeal aus 41 Flugzeugen mit einem Durchschnittsalter von 5,0 Jahren:
| Flugzeugtyp        | Anzahl | bestellt | Anmerkungen                           | Sitzplätze | Durchschnittsalter |
| ------------------ | ------ | -------- | ------------------------------------- | ---------- | ------------------ |
| Airbus A320-200    | 11     |          | mit Winglets ausgestattet             | 186        | 7,1 Jahre          |
| Airbus A320neo     | 27     | 18       | + 20 Optionen                         | 186        | 2,4 Jahre          |
| Airbus A330-200    | 02     |          | einer inaktiv; im Wet-Lease betrieben | 326        | 18,2 Jahre         |
| Airbus A330-300    | 01     |          | im Wet-Lease betrieben                | 351        | 22,6 Jahre         |
| Airbus A330-900neo |        | 10       | + 10 Optionen                         | – Offen –  |                    |
| Gesamt             | 41     | 28       |                                       |            | 5,0 Jahre          |